# Sułtanat Delhijski
Sułtanat Delhijski – muzułmańskie państwo w północnych Indiach, ze stolicą w Delhi istniejące w latach 1206–1526. Było to jedno z najsilniejszych państw późnośredniowiecznych Indii, które przejściowo dokonało podboju niemal całego subkontynentu. Od czasów tego sułtanatu Delhi wyrosło na najważniejsze miasto Indii, a po upadku państwa było stolicą zarówno państwa Wielkich Mogołów, jak i Indii Brytyjskich.

## Historia sułtanatu

### Podbój muzułmański
Z początkiem XI wieku władca Ghaznawidów Mahmud podjął serię łupieżczych wypraw na Indie. Od roku 1001 do 1027 dokonał on siedemnastu wielkich najazdów, pustosząc północną część subkontynentu. Księstwa hinduskie zawiązały wprawdzie ligę obronną, lecz wzajemnie skłócone, nie były w stanie skutecznie przeciwstawić się najeźdźcom. Mahmud bezkarnie łupił więc ziemie hinduskie i uprowadzał tysiące jeńców, których sprzedawano potem jako niewolników w Azji Środkowej. Nie podjął on jednak trwałej okupacji Indii. W roku 1173 nowa dynastia, Ghurydzi, opanowała Ghaznę. W roku 1191 wyruszyli oni na podbój Indii, jednak zostali pokonani przez koalicję miejscowych władców w bitwie pod Tarain. Rok później wrócili jednak z potężniejszymi siłami, i w drugiej bitwie pod Tarain odnieśli decydujące zwycięstwo. W wyniku dalszych podbojów pod koniec XII wieku (m.in. w 1193 roku muzułmanie zdobyli Delhi), znaczne obszary Indii od Pendżabu po Bengal znalazły się pod władzą muzułmańską. Twórca tego państwa, Muhammad Ghori powierzył władzę nad prowincjami indyjskimi Kutb ud-Din Ajbakowi, który został wicekrólem Indii.

### Powstanie Sułtanatu Delhijskiego, rządy mameluków (1206–1290)
Po śmierci Muhammada Ghoriego (1206) jego państwo rozpadło się, a po władzę sięgnęli dotychczasowi wicekrólowie. W Indiach sułtanem ogłosił się Kutb ud-Din Ajbak, który zapoczątkował rządy tzw. „dynastii niewolniczej” (mameluków). Mamelucy rządzili sułtanatem do roku 1290. Kolejni władcy tej „dynastii” swą karierę zaczynali najczęściej jako niewolnicy i nie byli ze sobą spokrewnieni. Okres ten charakteryzował się ciągłą walką o władzę i próbą umocnienia wciąż kruchego panowania muzułmańskiego nad północnymi Indiami. Część prowincji w tym czasie usamodzielniła się, jakkolwiek Sułtanat Delhijski utrzymał swą niezależność i w połowie XIII wieku sułtanom Delhi udało się odeprzeć najazd Mongołów, którzy w czasach Dżingis-chana zbudowali imperium od Chin po Morze Czarne. Istniał w tym czasie nadal napływ mahometańskiej ludności z Azji Środkowej i Iranu, która po prostu imigrowała w celu poprawienia swych warunków bytowania. Wraz z nimi rozprzestrzeniał się na subkontynencie islam.

### Chaldżiowie i Tughlakowie, apogeum potęgi sułtanatu (1290–1414)
Księstwa hinduskie, położone we wschodniej i południowej części Półwyspu Indyjskiego, znajdujące się poza zasięgiem najazdów tureckich, rozwijały się pomyślnie przez cały czas do początku XIV wieku. Ich kultura i religia hinduska promieniowały na wyspy Cejlon i Malediwy oraz Półwysep Indochiński. Sytuacja zmieniła się na przełomie XIII i XIV wieku, gdy władcy Delhi rozpoczęli serię najazdów, a następnie podbój kolejnych państw hinduskich. Największe sukcesy militarne osiągnięto za panowania Ala ud-Din Chaldżiego (1296–1316), gdy jego generał Malik Kafur dokonując śmiałych rajdów na południe w latach 1309–1313 pokonał lub zmusił do zapłaty okupu wszystkich znaczących władców Indii aż po sam kraniec subkontynentu.

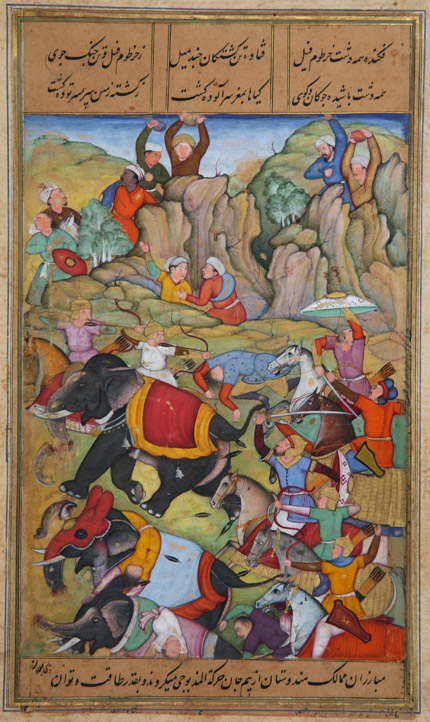
Zwycięstwo Timura nad sułtanem Mahmudem zakończyło się rzezią mieszkańców Delhi.

Za rządów okrutnego i despotycznego Muhammada Tughlaka (1325–1351) sułtanat osiągnął najszersze granice, ale jednocześnie targane ciągłymi wojnami i wewnętrznymi buntami państwo popadło w końcu w kryzys. Część prowincji usamodzielniła się i powstał szereg państw muzułmańskich, które mniej lub bardziej uznawały autorytet władzy w Delhi. Po nagłej śmierci Muhammada możni obwołali władcą jego kuzyna Firuza Szaha (1351–1388), który zdołał unormować sytuację w państwie za cenę osłabienia władzy centralnej. Następcy Firuza nie cieszyli się aż takim autorytetem i słabnący sułtanat okazał się łatwym łupem odrodzonego pod wodzą Tamerlana (Timura) imperium mongolskiego. Po podbiciu Chorezmu i Persji Mongołowie najechali wtedy Sułtanat Delhijski i w 1398 r. zajęli jego stolicę Delhi, pustosząc ją i dokonując rzezi tysięcy mieszkańców.

### Sajjidowie i Lodi (1414–1526)
Po kilku latach chaosu jeden z możnych, zwany Chizr Chanem założył nową dynastię Sajjidów (1414). Jego krewni rządzili do połowy XV wieku, gdy władzę przejęła dynastia Lodi. Sułtani z tej dynastii usiłowali przywrócić dawną potęgę sułtanatu, co jednak było bardzo trudne ze względu na ciągłe walki między zwalczającymi się klanami rządzących krajem Afganów. 21 kwietnia 1526 r. wywodzący się z Fergany władca Kabulu Babur pokonał na równinie Panipat ostatniego sułtana Delhi Ibrahima Szaha Lodi, po czym w Delhi ogłosił się cesarzem i nazwany został Wielkim Mogołem. Wydarzenie to wyznacza kres Sułtanatu Delhijskiego

## Dynastie i władcy Sułtanatu Delhijskiego

### „Dynastia Niewolnicza” (mameluków) (1206–1290)
- Kutb ud-Din Ajbak (1206–1210)
- Aram Szah (1210–1211)
- Shams ud-din Iltutmysz (1211–1236)
- Rukn ud-din Firuz (1236)
- Razijja ud-din Sultana (1236–1240)
- Muizz ud-din Bahram (1240–1242)
- Ala ud-din Masud (1242–1246)
- Nasir-ud-din Mahmud (1246–1266)
- Ghijas ud-din Balban (1266–1287)
- Muiz-ud-din Kaikubad (1287–1290)

### Chaldżiowie(1290–1320)
- Dżalal ud-din Firuz Szah (1290–1296)
- Ala ud-Din Chaldżi (1296–1316)
- Kutb ud-din Mubarak Szah (1316–1320)

### Tughlakowie(1321–1398)
- Ghijas ud-din Tughlak (1321–1325)
- Fachr ud-din Muhammad Dżauna Szah (1325–1351)
- Firuz Szah Tughlak (1351–1388)
- Ghijas ud-din Tughlak II (1388–1389)

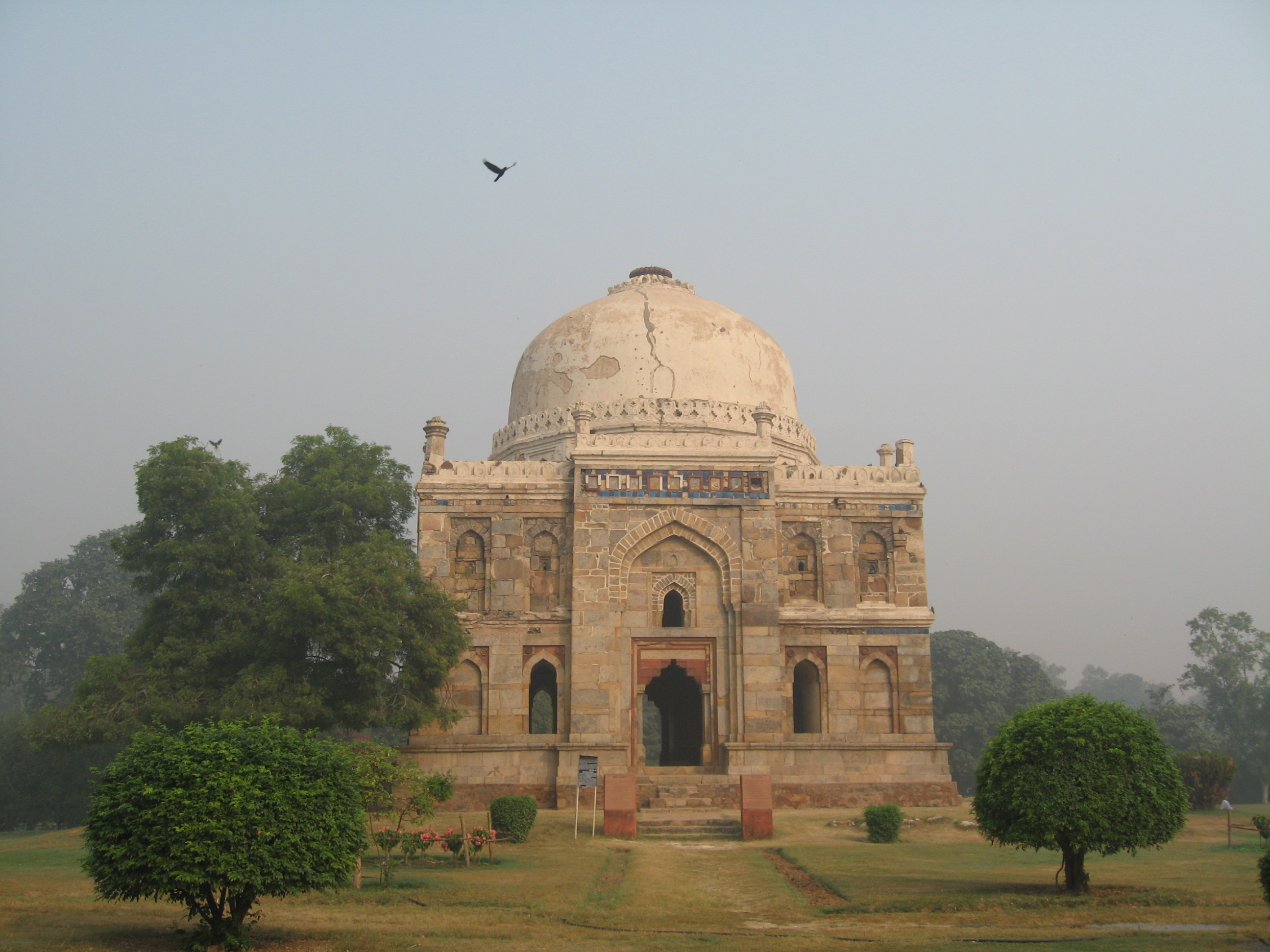
Mauzoleum dynastii Lodi w Nowym Delhi.

- Abu Bakr Szah (1389–1390)
- Nasir ud-din Muhammad (1390–1394)
- Mahmud Nasir al-Din (1394–1413)

### Sajjidowie(1414–1451)
- Chizr Chan (1414–1421)
- Mubarak Chan II (1421–1434)
- Muhammad IV (1434–1445)
- Alam Szah (1445–1451)

### Dynastia Lodi(1451–1526)
- Bahlul Chan Lodi (1451–1489)
- Sikandar Lodi (1489–1517)
- Ibrahim Szah Lodi (1517–1526)